# گرین‌هیث
گرین‌هیث (به انگلیسی: Greenhithe) یک روستا در بریتانیا است که در Swanscombe and Greenhithe واقع شده‌است. گرین‌هیث ۴٬۷۰۰ نفر جمعیت دارد.